# Thomas Frederick Mackenzie Humberston
Thomas Frederick Mackenzie Humberston (1753 - 30 avril 1783) est un officier de l'armée britannique et chef du Clan MacKenzie.

## Origines
Il est le fils aîné du major William Mackenzie (décédé le 12 mars 1770) de Mary, fille et héritière de Matthew Humberston de Humberston, dans le Lincolnshire. Son père est le fils de l'hon. Alexander Mackenzie et petit-fils de Kenneth Mackenzie (4e comte de Seaforth) .
À la mort de son cousin, Kenneth Mackenzie (1er comte de Seaforth) de la nouvelle création, il devient le représentant de l'ancienne maison de Mackenzie de Kintail et des comtes attrayants de Seaforth. Il adopte le nom additionnel de Humberston en héritant de la propriété de sa mère et achète les derniers domaines ancestraux des comtes de Seaforth à son cousin .

## Carrière
En 1771, il est nommé au sein du 1st Dragoon Guards. Il devient lieutenant en 1775 et capitaine en 1777. Au cours de la Guerre d'indépendance des États-Unis, il aide son cousin, Lord Seaforth, à former un corps de montagnards qui participent à la guerre. Le régiment, initialement composé d'officiers du clan Mackenzie, devient le 78e régiment d'infanterie. Mackenzie devient commandant de ce régiment en 1779 et est présent avec cinq compagnies lors de la tentative de débarquement français à St Ouen's Bay, à Jersey, le 1er mai 1779 .
En 1780, il est transféré au 100e régiment d'infanterie et promu au rang de lieutenant-colonel. Il sert ensuite avec distinction en Inde lors de la seconde guerre Anglo-Mysore. En avril 1783, le navire sur lequel Mackenzie voyage est attaqué par des pirates Marathes. Il meurt le 30 avril à Gheriah des suites des blessures qu'il a subies . Il est décédé célibataire mais avec un fils illégitime, Thomas B. Mackenzie Humberston. Il meurt alors qu'il est capitaine des 78e buffs de Ross-shire Buffs en 1803 .
Son frère cadet Francis Mackenzie (1er baron Seaforth) lui succède .